# Хадсон (река)
Хадсон (енгл. Hudson River) је река која протиче кроз источни део америчке савезне државе Њујорк и чини њену границу са Њу Џерзијем. Дужина реке је 507 km. Названа је по енглеском поморцу и истраживачу Хенрију Хадсону. Протиче кроз градове Олбани, Џерзи Сити и Њујорк.